# Condado de Wied
Wied foi um condado localizado na área de Renânia-Palatinado, Alemanha, próximo ao rio Wied, um afluente do rio Reno. De 1243 a 1462, uniu-se com Isenberg para formar Isenburg-Wied. Acabou partindo-se em dois: entre Wied e Wied-Dierdorf em 1631 e entre Wied-Neuwied e Wied-Runkel em 1698.